# Cori bianco
Il Cori bianco è un vino DOC la cui produzione è consentita nella provincia di Latina.

## Caratteristiche organolettiche
- colore: paglierino più o meno intenso.
- odore: gradevole, caratteristico.
- sapore: secco, di giusto corpo, armonico.

## Produzione
Provincia, stagione, volume in ettolitri
- Latina  (1990/91)  9428,3
- Latina  (1991/92)  7349,3
- Latina  (1992/93)  7851,9
- Latina  (1993/94)  10815,0
- Latina  (1994/95)  12259,38
- Latina  (1995/96)  5495,7
- Latina  (1996/97)  13536,39